# Riacho Meireles
O Riacho Meireles é um riacho (um pequeno rio) brasileiro que banha o município de São José da Coroa Grande, estado de Pernambuco.
O Riacho Meireles, que é perene em todo seu curso, nasce em terras do engenho Boca da Mata e tem curso de aproximadamente 20 km, cortando os engenhos Morim, Serra d´Água, Tentugal e Manguinhos, desaguando no Oceano Atlântico, na praia de Barra da Cruz.